# 勃印曩
勃印曩（意为「王兄」；1516年1月16日—1581年10月10日），又译勃应曩，《明史》称之为莽應龍，全名勃印曩瑙亚塔明绍，本名耶圖，緬甸東吁王朝的統治者之一，德彬瑞梯的繼承者，1551年至1581年在位。勃印曩善于用兵，他率军统一上下缅甸、制服掸人，亦曾两次攻陷暹罗国都阿瑜陀耶，其统治下的东吁帝国辖有缅甸史上最辽阔的疆域，因而在緬甸廣泛受到崇敬，被冠以「大帝」尊稱。

## 统治
勃印曩曾追随东吁王朝第二代王德彬瑞梯征战。1539年，随德彬瑞梯攻陷勃固。勃印曩于良兆一战中因善于用兵而扬名。1541年，率军攻陷下缅甸的重要商港马都八。1542年，攻占卑谬。1544年，击溃掸族联军的进攻，1546年远征阿腊干。1547年，德彬瑞梯率军出征暹罗，攻入阿瑜陀耶城下，久攻不下而返回都城勃固。德彬瑞梯在1551年被孟族卫兵杀死，缅甸宫廷一度陷入继承纷争。
勃印曩在1551年打败自己的弟弟东吁王明康，即位于东吁，成为东吁王朝第三位国王。1552年，勃印曩收复卑谬，1554年收复勃固，灭亡孟族政权，再度建都于此。1555年，攻占阿瓦，随后征服掸地，完成缅甸历史上的第二次统一。1565年，勃印曩率军入侵暹罗，攻占都城阿瑜陀耶，俘获暹罗国王，令其削发为僧，并立王储为傀儡君主。1568年，暹罗废王出逃复位，勃印曩再度派军攻占阿瑜陀耶，自此统治暹罗近二十年。勃印曩亦將撣邦與蘭納併入領土。1580年，出征阿腊干，占领仙道卫。缅甸在其治下进入鼎盛时期，疆域西至曼尼普尔，东至林城、景迈，北至中缅边境的掸族土司辖地。一位曾于1569年到达勃固的意大利人曾写道：“勃固在海上没有什么军队或势力，但在陆地上，就居民、版图和金银而言，在财富和实力方面，它远远超过了大土耳其的势力。”
勃印曩拥有显著政绩。政治上，他在枢密院内破除民族差别，令掸人、孟人、缅人席位平等。经济上，鼓励在伊洛瓦底江三角洲发展稻作农业，利用俘获的工匠，景迈传入的漆器技术和曼尼普尔传入的编织、纺织、冶炼和玻璃制造技术发展手工业，统一度量衡和货币，促进经济和贸易发展。文化方面，引入暹罗的音乐、舞蹈、戏剧和雕刻艺术；1575年自锡兰迎请佛牙，以振兴佛教；废除地主及土司死亡后妻妾奴婢殉葬的习俗；提倡爱国诗歌创作及爱国文学。立法方面，下令编纂《著名法典》和《法典九集》，亦将其亲自判决的案件汇编为《白象王判卷》，作为官吏审理案件的凭据。交通方面，兴建了白古至东吁和卑谬的主干路。
由于频繁对暹罗等外地用兵，致使田地荒芜，勃印曩治下的东吁帝国亦积累不少民怨，导致1564年勃固民变及1567年饥荒。1581年，他在勃固去世。

## 后世影响
勃印曩的战功及政绩卓著，除统一缅甸全境外，亦将疆界延伸至掸地、老挝和暹罗，同阿奴律陀和雍笈牙一起被视为缅甸历史上最伟大的三位君王。如今的缅甸有诸多地名以勃印曩命名。他亦被暹罗人称为“十方尊胜王”（皇家轉寫：Phrachao Chana Sip Thit）。
勃印曩的另一项功勋即是他终于制服了自13世纪起便长期威胁上缅甸的掸人。他推行改革，削减掸族世袭苏巴的权力，同时在掸地引入低地风俗，令掸人真正融入伊洛瓦底河谷王朝的统治。自此以后，掸人便一直臣服于缅人王朝统治之下。
勃印曩去世后，叛乱和民变此起彼伏，各地重返割据状态。在他去世后两年，暹罗和阿瓦地区的封邑便发起反叛，到1599年，他所建立的东吁帝国几近分崩离析。
勃印曩征服暹罗后，将缅曆和缅式法典引入暹罗。暹罗自此使用缅曆直至1889年。